# فوين بوزوفيتش
فوين بوزوفيتش لاعب ومدرب كرة قدم يوغوسلافي سابق.
كان يلعب كمهاجم، ودرب نادي القادسية الكويتي في موسم 1968/1967 حتى موسم 1971/1970، ودرب منتخب ليبيا في عام 1964. وتُوفي عام 1983